# 2008 en Saskatchewan
Chronologie de la Saskatchewan
- 2004
- 2005
- 2006
- 2007
- 2008
- 2009
- 2010
- 2011
- 2012

Cette page concerne des événements d'actualité qui se sont produits durant l'année 2008 dans la province canadienne de la Saskatchewan.

## Politique
- Premier ministre : Brad Wall
- Chef de l'Opposition :
- Lieutenant-gouverneur : Gordon Barnhart
- Législature :

## Événements
- 20 novembre 2008 : une météorite d'une masse de 10 tonnes et dégageant une énergie de 300 tonnes TNT a embrasé le ciel d'une grande partie de l'ouest canadien, dans un rayon de 700 km à la ronde, en se désagrégeant. Selon l'Université de Calgary, plusieurs de ses fragments ont été découverts à proximité de la frontière entre les provinces de la Saskatchewan et de l'Alberta éparpillés sur une surface de 20 km, près de la rivière Battle, à environ 40 km au sud de la ville de Lloydminster.